# Extrém funkce
Extrém funkce, (obecně lokální), je takový bod funkce, v kterém v jistém okolí nezávisle proměnné funkce nabývá závisle proměnná funkce největší resp. nejmenší hodnoty (pokud existuje). Největší resp. nejmenší lokální extrém se nazývá globální extrém. Nalezení extrému funkce je důležité při vyšetřování průběhu funkce. Zvláštním typem úloh je hledání extrému při splnění dalších omezujících podmínek, které musejí splňovat nezávisle proměnné funkce, tj. vázaného extrému.

## Extrém funkce jedné proměnné
Funkce {\displaystyle f:\mathbb {R} \rightarrow \mathbb {R} } má v bodě {\displaystyle x_{0}}:
- lokální maximum, pokud existuje okolí {\displaystyle O(x_{0})} tak, že pro každé {\displaystyle x\in O(x_{0})} je {\displaystyle f(x)\leq f(x_{0})}
- lokální minimum, pokud existuje okolí {\displaystyle O(x_{0})} tak, že pro každé {\displaystyle x\in O(x_{0})} je {\displaystyle f(x)\geq f(x_{0})}
- ostré lokální maximum (extrém), pokud existuje okolí {\displaystyle O(x_{0})} tak, že pro každé {\displaystyle x\in (O(x_{0})-x_{0})} je {\displaystyle f(x)<f(x_{0})}
- ostré lokální minimum (extrém), pokud existuje okolí {\displaystyle O(x_{0})} tak, že pro každé {\displaystyle x\in (O(x_{0})-x_{0})} je {\displaystyle f(x)>f(x_{0})}

Pokud je v bodě lokální extrém a první derivace v jistém okolí tohoto bodu existuje, pak je v tomto bodě nulová a v jistém levém resp. pravém okolí tohoto bodu je kladná resp. záporná (ostré lokální maximum) nebo naopak (ostré lokální minimum). Každá funkce může nabývat své největší nebo nejmenší hodnoty pouze ve stacionárních bodech, což je bod, ve kterém je první derivace funkce nulová.

## Příklady nalezení extrému funkce

### Příklad 1
Funkce y = x2 má první derivaci v x=0 nulovou, což znamená, že je tento bod stacionární. Druhou souřadnici získáme dosazením do původní rovnice. Nyní tedy hledáme první nenulovou derivaci. Zjistíme, že druhá (sudá) derivace této funkce je nenulová a je větší než nula. Bod [0, 0] je tedy lokální minimum. Protože funkce nemá žádné další extrémy, je tento bod i globálním minimem (nejmenší z lokální minim). Funkce nemá žádné globální maximum.

### Příklad 2
Funkce y = x3 má první derivaci v bodě v počátku nulovou, což znamená, že je tento bod opět stacionární. První nenulová derivace je třetí, což je však liché číslo, takže nezáleží na tom, jestli je větší či menší než nula, a tento bod není lokálním extrémem, je to inflexní bod.

### Příklad 3
Minimum funkce y = |x| nelze najít pomocí derivací, protože derivace v bodě [0, 0] neexistují.

### Příklad 4
Funkce cos(x) má nekonečně mnoho ostrých lokálních maxim v 2kπ a nekonečně mnoho ostrých lokálních minim v (2k+1)π

## Extrém funkce více proměnných
Funkce {\displaystyle f:\mathbb {R} ^{n}\rightarrow \mathbb {R} } má v bodě {\displaystyle x_{0}\in \mathbb {R} ^{n}}:
- lokální maximum, pokud existuje okolí {\displaystyle O(x_{0})} tak, že pro každé {\displaystyle x\in O(x_{0})} je {\displaystyle f(x)\leq f(x_{0})}
- lokální minimum, pokud existuje okolí {\displaystyle O(x_{0})} tak, že pro každé {\displaystyle x\in O(x_{0})} je {\displaystyle f(x)\geq f(x_{0})}
- ostré lokální maximum (extrém), pokud existuje okolí {\displaystyle O(x_{0})} tak, že pro každé {\displaystyle x\in (O(x_{0})-x_{0})} je {\displaystyle f(x)<f(x_{0})}
- ostré lokální minimum (extrém), pokud existuje okolí {\displaystyle O(x_{0})} tak, že pro každé {\displaystyle x\in (O(x_{0})-x_{0})} je {\displaystyle f(x)>f(x_{0})}

Bod {\displaystyle x_{0}} je stacionárním bodem funkce, právě když existují všechny parciální derivace v tomto bodě a jsou nulové. 
Pokud je determinant Hessovy matice (matice druhých parciálních derivací) funkce v bodě:
- pozitivně definitní, pak je v bodě ostré lokální minimum.
- negativně definitní, pak je v bodě ostré lokální maximum.
- indefinitní, pak v bodě extrém nenastává.